# Покровська церква (Муравлівка)
Покровська церква (Храм Покрова Пресвятої Богородиці) — храм Древлеправославної церкви України в селі Муравлівка Ізмаїльського району Одеської області.

## Історія
Старообрядницька каплиця в Муравлівці побудована, ймовірно, відразу після заснування села. С. Корнилович свідчив, що на 1827 рік в селі існувала дерев'яна старообрядницька каплиця на честь Покрова Пресвятої Богородиці. Вона привертала увагу урядовців. Згідно їх свідченням каплиця була очеретяна, обмазана глиною, зверху вкрита очеретом. У 1842 році один з чиновників відзначав наявність у каплиці дзвонів. Муравлівські старообрядці користувалися послугами «попів-втікачів» або зверталися для виканання релігійних треб до одновірців Вилкова, Кілії чи Ізмаїлу, оскільки власного священника у них не було. У 1856 році за Паризьким миром Південна Бессарабія приєднана до Молдавського князівства, яке відрізнялося терпимістю до старообрядців. Це дозволило жителям Муравлівки влаштувати в каплиці престол, перетворивши її в повноцінний храм. Освячення здійснив єпископ Аркадій Васлуйський.
До початку XX століття старий Покровський храм занепав, що викликало необхідність побудови нового. На місці алтаря колишньої церкви, на городі однієї з місцевих родин, спорудили каплицю, яку можна спостерігати й сьогодні. Будівництво нового храму велося з 1913 по 1925 рік зусиллями жителів села. 9 травня 1913 року за старим стилем було освячено місце для церкви та закладено фундамент. Перша світова війна (1914-1918) внесла свої корективи: будівництво було призупинено, оскільки чоловіки від двадцяти восьми до сорока восьми років були мобілізовані на війну проти Німеччини та Австрії. По завершенню війни будівництво відновили. Освячення нового храму відбулося 12 жовтня 1925 року ізмаїльським єпископом Феогеном. Першим настоятелем цього храму був о. Назарій (Колесников), згодом похований на території церкви. Огорожа навколо церкви була освячена в день престольного свята у 1928 році.
За радянських часів храм не закривався, служба не припинялася. Але було чимало заборон  – на дзвони, хресну ходу, святкування релігійних свят, здійснення хрещень, вінчань тощо.  У 1978 році церква постраждала від кульової блискавки. Повністю згорів великий купол, вигоріли деякі ікони ("Тайна вечеря", "Богородиця", "Іван Хреститель"). Після пожежі церква в короткий термін була відновлена. Але купол звели нижче, ніж був до пожежі. Це сталося через погрози уповноваженого у справах релігійних культів по Одеській області, що якщо впродовж місяця церква не буде відновлена, то її закриють.
Настоятелями храму були:
- Назарій
- Іоанн
- Ананій
- Митрофан
- Терентій
- Стігней[5]
- Олег[4]